# Colibrí becample
El colibrí becample (Cynanthus latirostris), és una espècie de colibrí del gènere Cynanthus pertanyen a la família Trochilidae.

## Descripció i alimentació
Té una grandària mitjana d'uns 10 cm i uns 12 d'envergadura; el seu pes oscil·la entre els 3 i 4 grams. En el seu plomatge adult predomina el verd metàl·lic.
El seu bec és característic, tant per la seva peculiar forma com pel seu color vermell. Les femelles tenen els colors molt més apagats que els mascles.
S'alimenten de nèctar de flors de plantes i arbres així com d'insectes que atrapen en al vol.